# Flaggen der United States Minor Outlying Islands
Als Flagge der United States Minor Outlying Islands wird offiziell die Flagge der Vereinigten Staaten verwendet. Allerdings gibt es für mehrere der unbewohnten Inseln verschiedene Flaggenvorschläge, die bei Privatleuten Verwendung finden.

## Johnston-Atoll
Die inoffizielle Flagge des Johnston-Atolls besteht aus drei horizontalen Streifen in Blau-Weiß-Blau. Die Streifen in Air Force Blue sind etwas schmaler als der weiße Mittelstreifen. Weiß steht für die Korallen, Blau für den Ozean. Auf dem unteren blauen Streifen steht in goldener Schrift der Name des Atolls. Ein stilisierter, goldener Vogelkopf reicht über alle drei Streifen. Er steht für die United States Air Force und den United States Fish and Wildlife Service, die für die Verwaltung des Atolls zuständigen Behörden. Die vier blauen Sterne im weißen Streifen symbolisieren die zum Atoll gehörenden Johnston Island, Akau Island, Hikina Island und Sand Island.

## Midwayinseln

3:5 Midwayinseln

Die inoffizielle Flagge der Midwayinseln besteht aus drei unterschiedlich breiten, horizontalen Streifen. Der breite oberste Streifen ist in Mittelblau gehalten und zeigt nach rechts versetzt einen Laysanalbatros in weiß und schwarz. Der Streifen stellt den Himmel da. Abgetrennt von einem dünnen weißen Streifen, der den Strand der Inseln darstellt, symbolisiert der unterste Streifen in einem Blau-Grün den umgebenden Ozean. Erstmals wurde sie am 29. Mai 2000 vorgestellt.

## Wake Island

Wake Island

Die inoffizielle Flagge von Wake Island ist horizontal in Weiß und Rot geteilt. Ein blaues Fünfeck befindet sich an der Liek. Auf diesen finden sich drei goldenen Sterne und eine goldene Scheibe mit den Umrissen der Insel und ihrem Namen in Blau.